# Rallye Italien 2025
Die 22. Rallye Italien (offiziell Rally Italia Sardegna 2025) war der 6. Lauf zur FIA-Rallye-Weltmeisterschaft 2025. Sie dauerte vom 5. bis 8. Juni und es wurden insgesamt 16 Wertungsprüfungen (WP) gefahren.

## Meldeliste
| Nr.                  | Fahrer             | Co-Pilot                   | Auto                   |
| -------------------- | ------------------ | -------------------------- | ---------------------- |
| WRC-Klasse (Rally1)  |                    |                            |                        |
| 1                    | Thierry Neuville   | Martijn Wydaeghe           | Hyundai i20 N Rally1   |
| 5                    | Sami Pajari        | Marko Salminen             | Toyota GR Yaris Rally1 |
| 8                    | Ott Tänak          | Martin Järveoja            | Hyundai i20 N Rally1   |
| 9                    | Jourdan Serderidis | Frédéric Miclotte          | Ford Puma Rally1       |
| 13                   | Grégoire Munster   | Louis Louka                | Ford Puma Rally1       |
| 16                   | Adrien Fourmaux    | Alexandre Coria            | Hyundai i20 N Rally1   |
| 17                   | Sébastien Ogier    | Vincent Landais            | Toyota GR Yaris Rally1 |
| 18                   | Takamoto Katsuta   | Aaron Johnston             | Toyota GR Yaris Rally1 |
| 22                   | Mārtiņš Sesks      | Renārs Francis             | Ford Puma Rally1       |
| 33                   | Elfyn Evans        | Scott Martin               | Toyota GR Yaris Rally1 |
| 55                   | Josh McErlean      | Eoin Treacy                | Ford Puma Rally1       |
| 69                   | Kalle Rovanperä    | Jonne Halttunen            | Toyota GR Yaris Rally1 |
| WRC2-Klasse (Rally2) |                    |                            |                        |
| Nr.                  | Fahrer             | Co-Pilot                   | Auto                   |
| 20                   | Yohan Rossel       | Arnaud Dunand              | Citroën C3 Rally2      |
| 23                   | Fabrizio Zaldivar  | Marcelo Der Ohannesian     | Škoda Fabia RS Rally2  |
| 24                   | Jan Solans         | Rodrigo Sanjuan de Eusebio | Toyota GR Yaris Rally2 |
| 25                   | Alejandro Cachón   | Borja Rozada               | Toyota GR Yaris Rally2 |
| 26                   | Roope Korhonen     | Anssi Viinikka             | Toyota GR Yaris Rally2 |
| 27                   | Roberto Daprà      | Luca Guglielmetti          | Škoda Fabia RS Rally2  |
| 28                   | Léo Rossel         | Guillaume Mercoiret        | Citroën C3 Rally2      |
| 30                   | Mikko Heikkilä     | Kristian Temonen           | Škoda Fabia RS Rally2  |

Anmerkung: Insgesamt haben sich 68 Fahrzeuge in verschiedenen Klassen eingeschrieben.

## Klassifikationen

### WRC Rally1
| Pos. | Gesamt | Nr. | Fahrer             | Co-Pilot          | Auto                   | Zeit      | Rückstand | Platzierung | Sonntag | Powerstage | Pt. |
| ---- | ------ | --- | ------------------ | ----------------- | ---------------------- | --------- | --------- | ----------- | ------- | ---------- | --- |
| 1.   | 1.     | 17  | Sébastien Ogier    | Vincent Landais   | Toyota GR Yaris Rally1 | 3:34:24.5 |           | 25          | 3       | 0          | 28  |
| 2.   | 2.     | 8   | Ott Tänak          | Martin Järveoja   | Hyundai i20 N Rally1   | 3:34:32.4 | 00:07.9   | 17          | 4       | 3          | 24  |
| 3.   | 3.     | 69  | Kalle Rovanperä    | Jonne Halttunen   | Toyota GR Yaris Rally1 | 3:35:15.0 | 00:50.5   | 15          | 5       | 5          | 25  |
| 4.   | 4.     | 33  | Elfyn Evans        | Scott Martin      | Toyota GR Yaris Rally1 | 3:39:30.2 | 05:05.7   | 12          | 2       | 1          | 15  |
| 5.   | 5.     | 18  | Takamoto Katsuta   | Aaron Johnston    | Toyota GR Yaris Rally1 | 3:41:54.1 | 07:29.6   | 10          | 0       | 2          | 12  |
| 6.   | 7.     | 5   | Sami Pajari        | Marko Salminen    | Toyota GR Yaris Rally1 | 3:44:53.5 | 10:29.0   | 6           | 0       | 0          | 6   |
| 7.   | 19.    | 1   | Thierry Neuville   | Martijn Wydaeghe  | Hyundai i20 N Rally1   | 3:57:15.5 | 22:51.0   | 0           | 1       | 4          | 5   |
| 8.   | 20.    | 16  | Adrien Fourmaux    | Alexandre Coria   | Hyundai i20 N Rally1   | 4:01:18.8 | 26:54.3   |             |         |            | 0   |
| 9.   | 25.    | 9   | Jourdan Serderidis | Frédéric Miclotte | Ford Puma Rally1       | 4:06:25.9 | 32:01.4   |             |         |            | 0   |
| 10.  | 32.    | 13  | Grégoire Munster   | Louis Louka       | Ford Puma Rally1       | 4:23:59.8 | 49:35.3   |             |         |            | 0   |
| 11.  | 34.    | 55  | Josh McErlean      | Eoin Treacy Eoin  | Ford Puma Rally1       | 4:31:34.6 | 57:10.1   |             |         |            | 0   |
|      |        | 22  | Mārtiņš Sesks      | Renārs Francis    | Ford Puma Rally1       | Ausfall   | Ausfall   |             |         |            |     |

### WRC2 Rally2
| Pos. | Gesamt | Nr. | Fahrer               | Co-Pilot           | Auto                   | Zeit      | Rückstand | Punkte |
| ---- | ------ | --- | -------------------- | ------------------ | ---------------------- | --------- | --------- | ------ |
| 1.   | 9.     | 27  | Roberto Daprà        | Luca Guglielmetti  | Škoda Fabia RS Rally2  | 3:46:39.8 |           | 25     |
| 2.   | 10.    | 35  | Kajetan Kajetanowicz | Maciej Szczepaniak | Toyota GR Yaris Rally2 | 3:46:45.6 | 05.8      | 17     |
| 3.   | 11.    | 43  | Martin Prokop        | Michal Ernst       | Škoda Fabia RS Rally2  | 3:46:50.7 | 10.2      | 15     |

Anmerkung: Insgesamt haben sich 42 Fahrzeuge von 68 gestarteten klassiert.

## Wertungsprüfungen
| Datum   | Start         | Nr.  | WP                                | Länge                      | Gewinner                                                                               | ,Leader          |
| ------- | ------------- | ---- | --------------------------------- | -------------------------- | -------------------------------------------------------------------------------------- | ---------------- |
| 5. Juni | 13:01         | —    | Olbia Cabu Abbas (Shakedown)      | 2,19 km                    | Sébastien Ogier                                                                        |                  |
| 6. Juni | 09:01         | WP1  | Arzachena 1                       | 13,97 km                   | Sébastien Ogier                                                                        | Sébastien Ogier  |
| 6. Juni | 10:16         | WP2  | Telti – Calangianus – Berchidda 1 | 18,43 km                   | Ott Tänak                                                                              | Thierry Neuville |
| 6. Juni | 11:31         | WP3  | Sa Conchedda 1                    | 27,95 km                   | Adrien Fourmaux                                                                        | Adrien Fourmaux  |
| 6. Juni | 14:05 – 14:45 |      | Service A, Olbia (40 Min.)        | Service A, Olbia (40 Min.) | Service A, Olbia (40 Min.)                                                             | Adrien Fourmaux  |
| 6. Juni | 15:31         | WP4  | Arzachena 2                       | 13,97 km                   | Ott Tänak                                                                              | Thierry Neuville |
| 6. Juni | 16:46         | WP5  | Telti – Calangianus – Berchidda 2 | 18,43 km                   | Kalle Rovanperä                                                                        | Adrien Fourmaux  |
| 6. Juni | 18:01         | WP6  | Sa Conchedda 2                    | 27,95 km                   | Sébastien Ogier                                                                        | Sébastien Ogier  |
| 6. Juni | 20:05 – 20:50 |      | Service B, Olbia (45 Min.)        | Service B, Olbia (45 Min.) | Service B, Olbia (45 Min.)                                                             | Sébastien Ogier  |
| 7. Juni | 09:05         | WP7  | Coiluna – Loelle 1                | 21,18 km                   | Sébastien Ogier                                                                        | Sébastien Ogier  |
| 7. Juni | 10:16         | WP8  | Lerno – Su Filigosu 1             | 24,34 km                   | Ott Tänak                                                                              | Sébastien Ogier  |
| 7. Juni | 11:31         | WP9  | Tula – Erula 1                    | 15,28 km                   | Sébastien Ogier                                                                        | Sébastien Ogier  |
| 7. Juni | 13:20 – 14:00 |      | Service C, Olbia (40 Min.)        | Service C, Olbia (40 Min.) | Service C, Olbia (40 Min.)                                                             | Sébastien Ogier  |
| 7. Juni | 15:05         | WP10 | Coiluna – Loelle 2                | 21,18 km                   | Ott Tänak                                                                              | Sébastien Ogier  |
| 7. Juni | 16:16         | WP11 | Lerno – Su Filigosu 2             | 24,34 km                   | Ott Tänak                                                                              | Sébastien Ogier  |
| 7. Juni | 17:31         | WP12 | Tula – Erula 2                    | 15,28 km                   | Sébastien Ogier                                                                        | Sébastien Ogier  |
| 7. Juni | 19:10 – 19:55 |      | Service D, Olbia (45 Min.)        | Service D, Olbia (45 Min.) | Service D, Olbia (45 Min.)                                                             | Sébastien Ogier  |
| 8. Juni | 07:25         | WP13 | San Giacomo – Plebi 1             | 25,19 km                   | Sébastien Ogier                                                                        | Sébastien Ogier  |
| 8. Juni | 08:35         | WP14 | Porto San Paolo 1                 | 13,70 km                   | Kalle Rovanperä                                                                        | Sébastien Ogier  |
| 8. Juni | 10:50         | WP15 | San Giacomo – Plebi 2             | 25,19 km                   | Ott Tänak                                                                              | Sébastien Ogier  |
| 8. Juni | 12:30 – 12:45 |      | Service E, Olbia (15 Min.)        | Service E, Olbia (15 Min.) | Service E, Olbia (15 Min.)                                                             | Sébastien Ogier  |
| 8. Juni | 13:15         | WP16 | Porto San Paolo 2 (Powerstage)    | 13,70 km                   | 1. Kalle Rovanperä 2. Thierry Neuville 3. Ott Tänak 4. Takamoto Katsuta 5. Elfyn Evans | Sébastien Ogier  |